# Lynton
Lynton è un piccolo villaggio situato nel Devon in Inghilterra sul bordo settentrionale del parco nazionale di Exmoor.
Lynton si trova su di una rupe sopra Lynmouth al quale è collegato tramite la Lynton and Lynmouth Cliff Railway. La stazione ferroviaria di Lynton una volta era il punto finale della linea Lynton and Barnstaple Railway, che ha servito entrambe le città.
La città è governata localmente dal Consiglio di Lynton e Lynmouth.
Molti degli edifici della città sono stati costruiti tra la fine dell'Ottocento e l'inizio del XX secolo.

## Gemellaggio
Lynton è gemellata con la cittadina francese di Bénouville.